# Lasiosphaeria strigosa
Lasiosphaeria strigosa är en svampart som först beskrevs av Alb. & Schwein., och fick sitt nu gällande namn av Pier Andrea Saccardo 1883. Lasiosphaeria strigosa ingår i släktet Lasiosphaeria och familjen Lasiosphaeriaceae.  Arten är reproducerande i Sverige. Inga underarter finns listade i Catalogue of Life.